# Szatdżyrek
Szatydżrek – wieś w Armenii, w prowincji Gegharkunik. W 2011 roku liczyła 466 mieszkańców.